# Épileptologie
L’épileptologie est la discipline médicale clinique qui étudie l’épilepsie, c’est une spécialisation de la neurologie. Le médecin spécialisé pratiquant l’épileptologie s'appelle l’épileptologue.

## Explorations en épileptologie
- Électroencéphalogramme.
- Électromyogramme.
- IRM cérébrale ou médullaire.
- Scanner cérébral ou médullaire.
- Artériographie des vaisseaux cérébraux, des troncs supra-aortiques, des vaisseaux du cou et de la nuque et artériographie médullaire.

## Journée internationale
L'épilepsie est abordée durant la Journée internationale de l'épilepsie, qui a pour but de promouvoir les droits des malades.